# Avonia mallei
Avonia mallei är en tvåhjärtbladig växtart som beskrevs av Williamson. Avonia mallei ingår i släktet Avonia och familjen Anacampserotaceae. Inga underarter finns listade i Catalogue of Life.